# Aleksander Mihajlovič Vasiljevski
Aleksander Mihajlovič Vasiljevski (rusko Алекса́ндр Миха́йлович Василе́вский), sovjetski vojskovodja in maršal Sovjetske zveze, * 30. september (18. september, ruski koledar) 1895, vas Nova Golčiha, Kostromska gubernija, Ruski imperij (danes del Vičuge, Ivanovska oblast, Rusija), † 5. december 1977, Moskva, Sovjetska zveza (danes Rusija).
Vasiljevski je bil med drugo svetovno vojno poveljnik generalštaba in minister za obrambo. Minister za obrambo je bil tudi med letoma 1949 in 1953. Kot poveljnik generalštaba je bil odgovoren za načrtovanje in usklajevanje skoraj vseh odločujočih sovjetskih ofenziv, od stalingrajske protiofenzive do napada na Vzhodno Prusijo in Königsberg. V čin maršala Sovjetske zveze so ga povišali 16. februarja 1943.
Po njem je bil poimenovan raketni rušilec Maršal Vasiljevski.